# František Albert

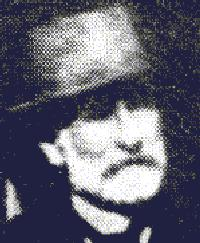
František Albert

František Albert (* 29. April 1856 in Žamberk; † 22. Juli 1923 in Potštejn) war ein tschechischer Arzt, Erzähler, Journalist und Übersetzer.

## Leben
1884 legte er seine Medizinprüfung an der Universität in Innsbruck ab und eröffnete eine Praxis in Kostelec nad Orlicí.

## Person
František Albert war genauso wie sein weltberühmter Bruder und Chirurg Eduard Albert ein Vertreter des Realismus. Seine Interessen galten der Literatur, den Naturwissenschaften, Psychologie und Philosophie. Seine Meinung änderte sich nach dem Ersten Weltkrieg, über den er schrieb: „Der Weltkrieg bedeutet für die denkende Menschheit eine Katastrophe des internationalen kapitalistischen Systems, die siegreiche russische Revolution, geboren in dessen Trümmern, bedeutet nicht nur die Verschiebung der Macht aus den Händen des Kapitals in die der Arbeiterschaft, sondern damit verbunden auch die absolute Umkehr der gesamten Meinung  über den Menschen, der menschlichen Gesellschaft  und der Beziehung der Menschheit zur Natur, kurz, was man als Weltmeinung bezeichnet.“ (Rudé právo, 1920).
Seine ursprüngliche Kritik gegen die österreichische Monarchie erweiterte er in Kritik der tschechischen Nachkriegsgeneration. Er beschäftigte sich mit dem Missbrauch der Tschechoslowakischen Legionen und der Wahrheit über die Sowjetunion. Seinen naturwissenschaftlichen Materialismus erweiterte um den historischen. Er setzte sich mit Immanuel Kant auseinander und begründete die religiöse Moral anhand Quellen der Hussitenbewegung. Mit seiner marxistisch orientierten Wertvorstellung trat er 1921 in die sozialdemokratische Linke ein und war einer der Mitbegründer der kommunistischen Partei KSČ.

## Werke
Albert schrieb für verschiedene Zeitschriften wie Besedy Času, Čas, Česká stráž, Národní listy, Osvěta lidu, Právo lidu, Rudé právo, Pochodeň und Komunista. Er übersetzte Werke unter anderem von Robert Green Ingersoll und Charles De Coster.